# اخلاق (کتاب اسپینوزا)
اتیک یا اخلاق (بیشتر در فارسی به اخلاق یا اخلاقیات معروف است) (به انگلیسی: Ethics, Demonstrated in Geometrical Order) (به لاتین: Ethica, ordine geometrico demonstrata)، نام کتابی است فلسفی که اسپینوزا، فیلسوف برجستهٔ اهل هلند، به زبان لاتین نوشته‌است. سبک این کتاب به روش اقلیدسی است. محسن جهانگیری این کتاب را به فارسی ترجمه کرده‌است. این کتاب، کتاب محبوب فلسفی بسیاری از فیلسوفان بعدی شامل انشتین، هگل، لکان و... بود. این کتاب یکی از آثار مشهور فلسفی جهان است.

## برگردان فارسی

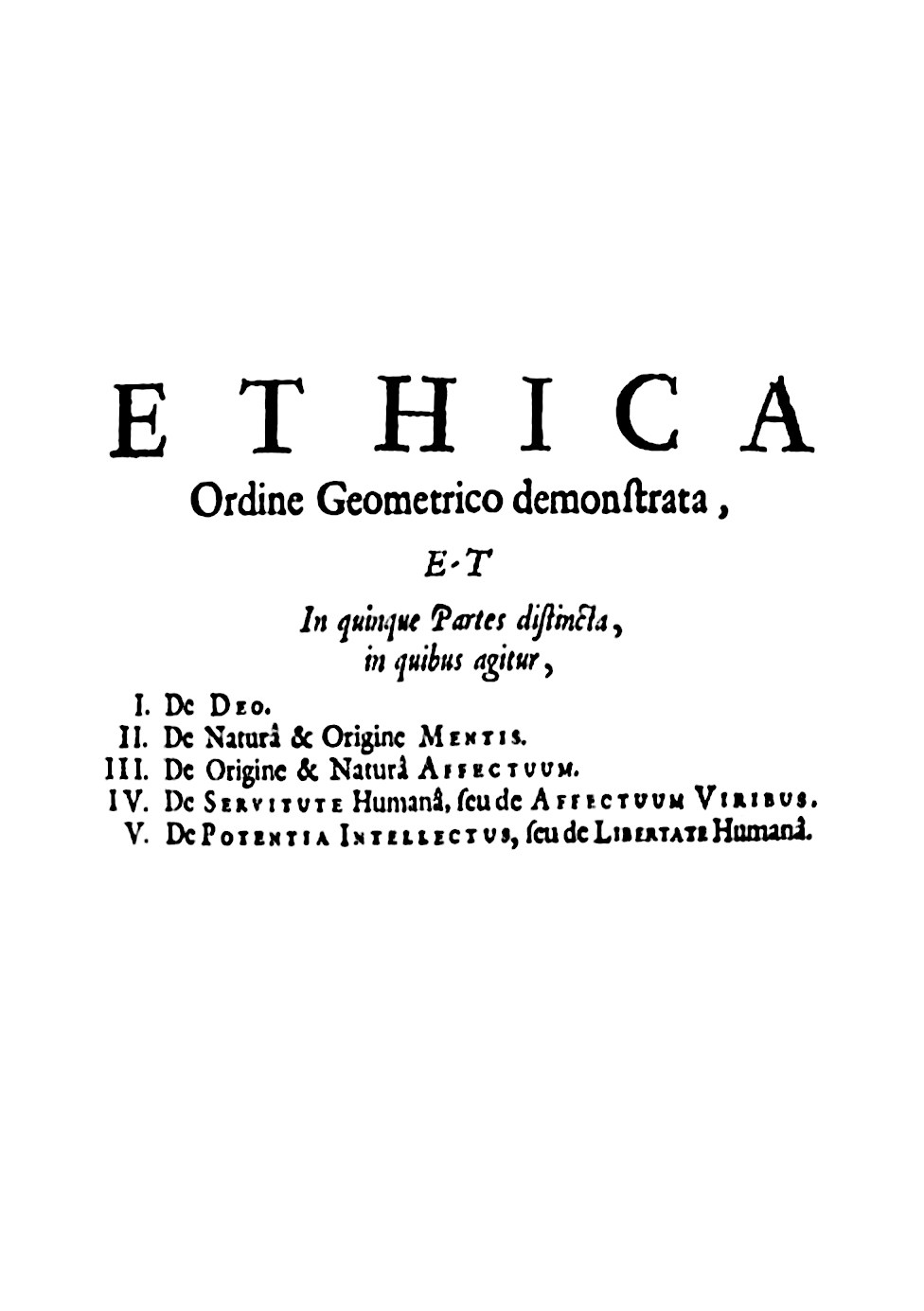
اخلاق

| نام کتاب         | برگرداننده       | ناشر              | شابک          | تعداد صفحه |
| ---------------- | ---------------- | ----------------- | ------------- | ---------- |
| روح اسپینوزا     | مصطفی ملکیان     | دوستان            | 9786229723524 | 490        |
| اخلاق            | محسن جهانگیری    | مرکز نشر دانشگاهی | ۹۷۸۹۶۴۰۱۸۱۵۱۵ | ۳۶۰        |
| اخلاق            | لیلا امانت ملایی | ترنگ              | ۹۷۸۶۲۲۶۶۸۳۴۸۷ | ۳۳۲        |
| اخلاق            | کیومرث پارسای    | تمدن علمی         | ۹۷۸۶۲۲۶۳۱۰۹۳۲ | ۳۱۸        |
| اتیک (علم اخلاق) | منوچهر داوری     | شفیعی             | ۹۷۸۹۶۴۷۸۴۳۳۴۸ | ۲۷۲        |
|                  |                  |                   |               |            |